# Djikoloum Mobele
Djikoloum Mobele (geb. 23. November 1978) ist ein ehemaliger tschadischer Sprinter.
Djikoloum Mobele trat bei den Olympischen Sommerspielen 2004 in Athen an. Er startete jedoch nicht.
Außerdem trat er bei den Leichtathletik-Weltmeisterschaften 2003 in Saint-Denis und den Leichtathletik-Hallenweltmeisterschaften 2004 in Budapest an.